# أسيمباو
أسيمباو هي قرية تقع في جزيرة أنجوان في جزر القمر. بلغ عدد سكانها 692 نسمة حسب إحصاء عام 1991. و1,218 في تقدير عام 2009.